# David Groh
David Lawrence Groh (Brooklyn, 21 maggio 1939 – Los Angeles, 12 febbraio 2008) è stato un attore statunitense.

## Filmografia parziale

### Cinema
- The Irish Whiskey Rebellion, regia di Chester Erskine (1972)
- Panico nello stadio (Two-Minute Warning), regia di Larry Peerce (1976)
- A Hero Ain't Nothin' but a Sandwich, regia di Ralph Nelson (1977)
- Il ritorno di Superfly (The Return of Superfly), regia di Sig Shore (1991)
- The Stöned Age, regia di James Melkonian (1994)
- Testimone involontario (Most Wanted), regia di David Glenn Hogan (1997)
- Spoiler, regia di Jeff Burr (1998)
- Blowback, regia di Mark L. Lester (2000)

### Televisione
- Love Is a Many Splendored Thing – serie TV, 248 episodi (1972-1973)
- Fine di un giorno di festa (Smash-Up on Interstate 5) – film TV (1976)
- La lunga notte di Entebbe (Victory at Entebbe), regia di Marvin J. Chomsky – film TV (1976)
- Rhoda – serie TV, 54 episodi (1974-1977)
- Sulle strade della California (Police Story) – serie TV, 4 episodi (1975-1977)
- General Hospital – serie TV, 6 episodi (1983-1985)
- La signora in giallo (Murder, She Wrote) – serie TV, episodi 2x11-6x14-8x05 (1985-1991)
- Un salto nel buio (Tales from the Darkside) – serie TV, serie TV, episodio 3x21 (1987)
- Broken Vows, regia di Jud Taylor – film TV (1987)
- Baywatch – serie TV, 3 episodi (1991-1996)
- V.I.P. Vallery Irons Protection – serie TV, 5 episodi (1998-2001)
- Black Scorpion – serie TV, 21 episodi (2001)
- Law & Order - I due volti della giustizia (Law & Order) – serie TV, 3 episodi (1990-2004)
- Jane Doe: Battuta di pesca (Jane Doe: The Harder They Fall) – film TV (2006)
- Crash and Burn - Dannatamente veloci (Crash and Burn) – film TV (2008)

## Doppiatori italiani
Nelle versioni in italiano delle opere in cui ha recitato, David Groh è stato doppiato da:
- Rino Bolognesi ne La signora in giallo (ep. 2x11, 8x05)
- Massimo Corvo ne La signora in giallo (ep. 6x14)
- Saverio Moriones in Law & Order - I due volti della giustizia (ep. 1x09)
- Luigi La Monica in Law & Order - I due volti della giustizia (ep. 15x11)
- Sergio Rossi in X-Files